# Gianfrancesco Ginetti
Gianfrancesco Ginetti (Roma, 12 de dezembro de 1626 - Roma, 18 de setembro de 1691) foi um cardeal do século XVII

## Biografia
Nasceu em Roma em 12 de dezembro de 1626. De uma família de Velletri. Sobrinho do cardeal Marzio Ginetti (1626).
Referendário dos Tribunais da Assinatura Apostólica da Justiça e da Graça no pontificado do Papa Alexandre VII. Obteve um cargo na Câmara Apostólica com a direção da milícia . Tesoureiro geral da Câmara Apostólica.
Criado cardeal diácono no consistório de 1º de setembro de 1681; recebeu o gorro vermelho e a diaconia de S. Maria della Scala, em 22 de setembro de 1681. Optou pela diaconia de S. Angelo em Pescheria, em 12 de janeiro de 1682.
Eleito arcebispo de Fermo, 5 de junho de 1684. Consagrada, 11 de junho de 1684, igreja de S. Andrea della Valle, Roma, pelo cardeal Alderano Cibo, auxiliado por Giacomo de Angelis, ex-arcebispo de Urbino, e por Camillo Piazza, bispo titular de Drago. Participou do conclave de 1689, que elegeu o papa Alexandre VIII. Optou pela diaconia de S. Nicola em Carcere Tulliano, em 28 de novembro de 1689. Participou do conclave de 1691, que elegeu o Papa Inocêncio XII.
Morreu em Roma em 18 de setembro de 1691, perto das 22h30, junto à igreja de S. Catarina Funario, Roma, da cólera, que o afligiu durante três dias. O funeral realizou-se a 20 de setembro de 1691, na igreja de S. Andrea della Valle, em Roma, e sepultado perto da 1h00, na capela da sua família naquela igreja, do lado esquerdo, em frente ao túmulo do seu tio. Cardeal Márzio Ginetti.